# Felsen-Straußgras
Das Felsen-Straußgras (Agrostis rupestris) ist eine Pflanzenart aus der Gattung der Straußgräser (Agrostis) in der Familie der Süßgräser (Poaceae). Das natürliche Verbreitungsgebiet reicht vom Südwesten bis in den Osten Europas und nach Nordafrika. Es kommt nur in Höhenlagen über 1400 Metern vor.

## Beschreibung

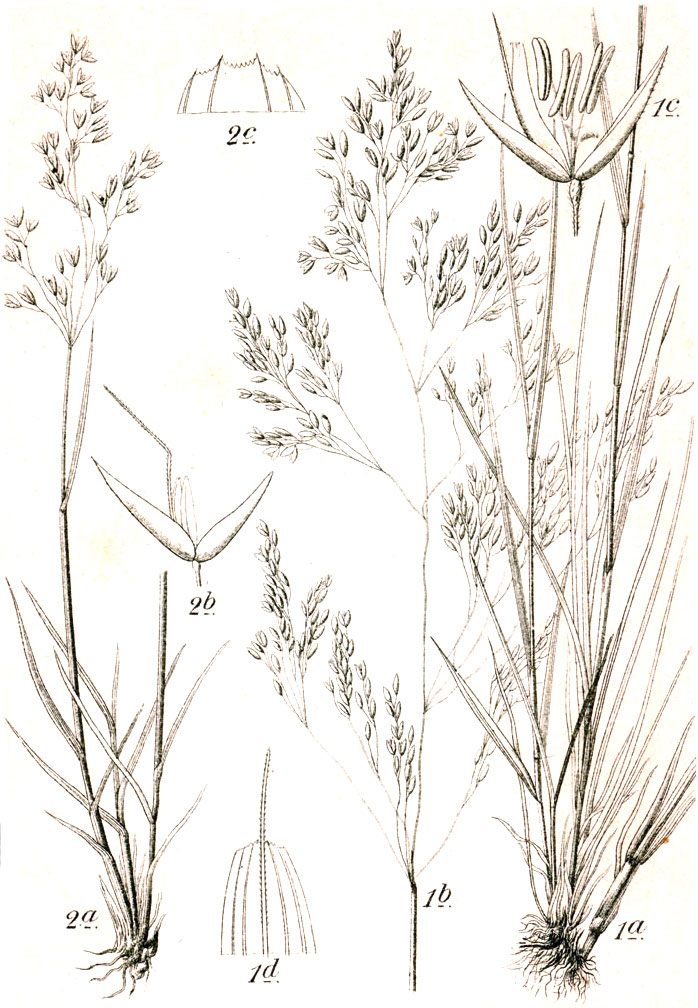
Felsen-Straußgras (Agrostis rupestris) (links, 2a-c)

### Vegetative Merkmale
Das Felsen-Straußgras ist ein ausdauernde krautige Pflanze und wächst in kleinen, dichten Horsten. Es bildet keine oder nur sehr kurze unterirdische Ausläufer mit wenigen Schuppen. Die zahlreichen Erneuerungssprosse wachsen innerhalb der untersten Blattscheiden in die Höhe. Die Halme sind 5 bis 20, manchmal bis 30 Zentimeter lang, zwei- bis dreiknotig und kahl.
Die wechselständig angeordneten Laubblätter sind in Blattscheide und Blattspreite gegliedert. Die Blattscheiden sind glatt und kahl. Die unteren Blattscheiden sind graubraun bis rotbraun und glänzend. Das Blatthäutchen ist ein 1 bis 1,5 Millimeter langer, häutiger Saum. Die Blattspreiten sind glatt, 3 bis 6 Zentimeter lang, zusammengerollt und borstenförmig mit einem Durchmesser von etwa 0,5 Millimetern.

### Generative Merkmale
Die Blütezeit reicht von Juli bis August. Der rispige Blütenstand ist 2 bis 4 Zentimeter lang, 1 bis 2 Zentimeter breit, vor der Anthese zusammengezogene, während der Anthese und danach ausgebreitet. Die Seitenäste gehen zu zweit oder dritt von der Hauptachse ab, sie sind bis zu 2 Zentimeter lang, geschlängelt, glatt und unbehaart oder im oberen Teil durch einige Stachelhaare rau. Die Ährchen stehen einzeln, sie sind einblütig, braunviolett, selten grünlich gelb oder strohfarben und 2,2 bis 2,5 (bis 3) Millimeter lang. Fruchtbare Ährchen haben einen keulenförmigen, 1,5 bis 3,5 Millimeter langen Stiel. Das Blütchen fällt in der Reifezeit aus den Hüllspelzen, die an der Rispe zurückbleiben. Obere und untere Hüllspelze sind beinahe gleich, wobei die untere etwas länger als die obere ist. Sie sind einnervig, etwa so lang wie das Ährchen, lanzettlich, zugespitzt, häutig, glatt und kahl, jedoch vor allem im oberen Teil auch rau. Der Kallus des Blütchens ist unbehaart oder zeigt nur wenige, etwa 0,1 Millimeter lange Haare. Die Deckspelze ist fünfnervig, länglich eiförmig, 1,8 bis 2 Millimeter lang und am oberen Ende gezähnelt. Der untere Teil ist häutig, der obere zarthäutig, glatt und unbehaart, nur die Nerven sind rau. Sie ist am Rücken im untersten Drittel begrannt. Die Granne ist etwa 3 Millimeter lang und gekniet und im unteren Teil gedreht. Die Vorspelze hat höchstens ein Fünftel der Länge der Deckspelze. Die zwei Schwellkörper sind häutig. Die drei Staubbeutel sind 0,8 bis 1 Millimeter lang.
Als Früchte werden etwa 1,5 Millimeter lange Karyopse gebildet.
Die Chromosomenzahl beträgt 2n = 28.

## Ökologie
Beim Felsen-Straußgras handelt es sich um einen Hemikryptophyten.

## Verbreitung und Standortansprüche
Das natürliche Verbreitungsgebiet liegt in Südwest-, Mittel- und Osteuropa und im Norden von Afrika. Es gibt Fundortangaben für die Länder Portugal, Spanien, Frankreich mit Korsika, Schweiz, Österreich, Deutschland, Polen, Tschechien, Slowakei, Italien, Kroatien, Serbien, Albanien, Griechenland, Bulgarien, Rumänien, Ukraine und Transkaukasien, in Afrika in Marokko. In Österreich ist es in allen Bundesländern mit Ausnahme Wiens und des Burgenlands vertreten. In Deutschland kommt es in den Alpen in Höhenlagen von 1600 und 3000 Metern vor und im Bayerischen Wald auf dem Großen Arber.
Des Felsen-Straußgras wächst in Höhenlagen über 1400 Metern auf Magerrasen und Schafweiden, an Wildheuplätzen, auf steinigen Graten und Abhängen, in Felsspalten, auf Moränenschutt und im Zwergstrauchgestrüpp auf mehr oder weniger frischen, nährstoff- und basenarmen, humosen, mehr oder weniger sauren, flachgründigen und steinigen Lehm- und Tonböden mit nur kurzer Schneebedeckung. Über Kalkgestein findet man diese Art nur auf einer tiefen Humusschicht. Sie ist eine Charakterart der Ordnung Caricetalia curvulae, kommt aber auch in Pflanzengesellschaften der Verbände Nardion oder Rhododendro-Vaccinion vor. In den Allgäuer Alpen steigt sie in Höhenlagen von 1500 Metern bis zu 2200 Metern auf. In Graubünden erreicht sie am Piz Languard 3252 Meter, am Piz Julier und am Piz Linard 3260 Meter.
Die ökologischen Zeigerwerte nach Landolt et al. 2010 sind in der Schweiz: Feuchtezahl F = 2+ (frisch), Lichtzahl L = 5 (sehr hell), Reaktionszahl R = 2 (sauer), Temperaturzahl T = 1 (alpin und nival), Nährstoffzahl N = 2 (nährstoffarm), Kontinentalitätszahl K = 4 (subkontinental).

## Systematik
Das Felsen-Straußgras (Agrostis rupestris) ist eine Art aus der Gattung der Straußgräser, die der Familie der Süßgräser (Poaceae), Unterfamilie Pooideae, Tribus Poeae und Untertribus Agrostidinae zugeordnet ist.
Die Erstveröffentlichung von Agrostis rupestris erfolgte 1785 durch Carlo Allioni in Flora Pedemontana, 2, S. 237. Das Epitheton rupestris leitet sich vom lateinischen rupes für „steile Felswand“ ab und verweist damit auf den Standort auf Felsböden. Synonyme für Agrostis rupestris All. sind unter anderen Agrestis rupestris (All.) Bubani, Agrostis canina var. schultesii (Kunth) K.Richt., Agrostis montis-aurei Delarbre ex Poir., Agrostis perrieri Rouy, Agrostis schultesii Kunth, Agrostis setacea Vill., Avena rupestris J.F.Gmel., Trichodium alpinum Schrad. und Trichodium neglectum Schult.
Es ähnelt dem ebenfalls in den Alpen vorkommenden Alpen-Straußgras (Agrostis alpina), von dem es sich durch die glatten Rispenäste unterscheidet.
Von Agrostis rupestris gibt es etwa zwei Unterarten:
- Agrostis rupestris subsp. pyrenaica (Pourr.) Dostál: Dieser Endemit kommt nur in den Pyrenäen vor.[4]
- Agrostis rupestris All. subsp. rupestris: Sie kommt von Europa bis Aserbaidschan und in Marokko vor.[4]